# The Call to Arms (film 1902)
The Call to Arms è un cortometraggio muto del 1902 diretto e interpretato da Cecil M. Hepworth: il regista/attore veste i panni di un volontario partito per l'Africa al tempo della Seconda guerra boera. Il film fu girato mentre la guerra, che sarebbe finita il 31 maggio, era ancora in corso e venne distribuito in sala nel marzo 1902.

## Trama
Un volontario, ferito in Africa, ritorna a casa dalla sua famiglia.

## Produzione
Il film fu prodotto dalla Hepworth.

## Distribuzione
Distribuito dalla Hepworth, il film - un cortometraggio della lunghezza di 48,6 metri - uscì nelle sale cinematografiche britanniche nel marzo 1902.
Si pensa che sia andato distrutto nel 1924 insieme a gran parte degli altri film della Hepworth. Il produttore, in gravissime difficoltà finanziarie, pensò in questo modo di poter almeno recuperare l'argento dal nitrato delle pellicole.